# Pulski filmski festival
Pulski filmski festival (engl. Pula Film Festival), najstariji hrvatski filmski festival koji se od 1954. jednom godišnje održava u pulskoj Areni.

## Povijest
Kad je utemeljen 1954. godine nazvan je jednostavno Filmskim festivalom da bi već 1958. počeo nositi naziv Festival jugoslavenskog filma, te je ubrzo postao najvažniji nacionalni filmski festival u SFR Jugoslaviji. Od 1961. nosio je službeni naziv Festival jugoslavenskog igranog filma u Puli (engl. Festival of Yugoslav Feature Film in Pula). Tijekom sljedećih desetljeća festival je stekao značajno međunarodno priznanje zajedno s jugoslavenskom filmskom industrijom koja je nastavila napredovati od 1960-ih. Mnoge filmske produkcijske kompanije ubrzo su zatim osnovane diljem bivše Jugoslavije, pa je industrija stvarala oko 20 novih igranih filmova za nacionalnu distribuciju svake godine. Ovi su se filmovi natjecali za brojne nagrade na festivalu jer su kategorije nagrada i koncept festivala modelirani prema Akademijinim nagradama (Academy Awards). Unatoč svemu festival je često služio kao lansirno mjesto za nove filmove prije nego što su prikazivani u kinima širom zemlje, pa je tako za razliku od Akademijinih nagrada festival obično označavao početak nove sezone za filmaše, a ne njezin završetak. 
Godine 1991. festival je otkazan zbog početka rata i s njim povezanog raspada Jugoslavije. Festival je ponovno pokrenut 1992. kada je preimenovan u Filmski festival u Puli (engl. Pula Film Festival). Izdanje iz 1992. također je bilo prvo koje je u potpunosti posvećeno hrvatskim filmovima, pošto je jedinstvena jugoslavenska filmska industrija nestala zajedno s bivšom državom.
1995. ponovo je preimenovan i nazvan Festival hrvatskog filma (engl. Croatian Film Festival) kako bi se sada naglasio isključivo hrvatski karakter. Ipak, kako se hrvatska filmska industrija pokazala nedostatno produktivnom sa samo nekolicinom novih naslova koji su stvarani svake godine, popularnost festivala brzo je nestala. Kako bi se to ispravilo, festival je otvoren za strane filmove po prvi put u svojoj povijesti 2001., te je ponovo preimenovan u Festival hrvatskog i europskog filma (engl. Croatian and European Film Festival). Od tada do danas, osim prikazivanja hrvatskih filmskih ostvarenja, festival redovito nudi međunarodni program kao i mnoge jedinstvene tematske programe i retrospektive.

## Nagrade
- Nacionalni natjecateljski program
  - Velika zlatna arena za najbolji film
  - Zlatna arena za režiju
  - Zlatna arena za scenarij
  - Zlatna arena za najbolju glavnu žensku ulogu
  - Zlatna arena za najbolju glavnu mušku ulogu
  - Zlatna arena za najbolju sporednu žensku ulogu
  - Zlatna arena za najbolju sporednu mušku ulogu
  - Zlatna arena za kameru
  - Zlatna arena za montažu
  - Zlatna arena za glazbu
  - Zlatna arena za scenografiju
  - Zlatna arena za kostimografiju

Ocjenjivački sud može dodijeliti još tri posebne Zlatne Arene:
- - Zlatna arena za masku
  - Zlatna arena za oblikovanje zvuka
  - Zlatna arena za specijalne efekte u filmu

- Manjinska hrvatska koprodukcija
  - Zlatna arena za najbolji film u manjinskoj koprodukciji
  - Zlatna arena za režiju u manjinskoj koprodukciji
  - Zlatna arena za glumačko ostvarenje u manjinskoj koprodukciji
  - Zlatna arena za hrvatski doprinos u manjinskoj koprodukciji

- Međunarodni natjecateljski program
  - Zlatna arena za najbolji film
  - Zlatna arena za režiju
  - Zlatna arena za najbolju glavnu ulogu

- Ostale kategorije
  - Nagrada Breza za najboljeg debitanta iz jedne od gore navedenih kategorija
  - Zlatna vrata Pule - nagrada publike za najbolji film prema glasovima publike u Areni
  - Nagrada Oktavijan Hrvatskoga društva filmskih kritičara za najbolji film
  - Nagrada Fabijan Šovagović Hrvatskoga društva filmskih kritičara za posebni glumački prinos hrvatskoj kinematografiji
  - Nagrada Marijan Rotar dodjeljuje se pojedincima i ustanovama koji su podjednako svojim idejama i djelima spojili Pulu i film

## Slavni gosti
Osobe koji su posjetili festival tijekom njegovog jugoslavenskog razdoblja uključuju Orsona Wellesa, Sophiju Loren, Sama Peckinpaha, Richarda Burtona, Elizabeth Taylor, Yula Brynnera i mnoge druge. 
Od 1992. glumci poput Johna Malkovicha, Ralpha Fiennesa, Bena Kingsleyja, Jeremyja Ironsa, redatelja Phillipa Noycea i Jiříja Menzela te producenata poput Branka Lustiga pohodili su festival.

## Direktori i ravnatelji festivala
1. Marijan Rotar (1954.)
2. Milan Luks (1958.)
3. Božidar Torbica (1959. – 1960.)
4. Branko Bekić (1961. – 1962.)
5. Dejan Kosanović (1963. – 1967.)
6. Petar Volk (1968. – 1971.)
7. Miodrag Miša Novaković (1972. – 1974.)
8. Martin Bizjak (1975. – 1984.)
9. Gorka Ostojić Cvajner (1985. – 1993.)
10. Branka Sömen (1995.)
11. Ljubo Šikić (1996.)
12. Davorka Lovrečić (1997.)
13. Ljubo Šikić (1998.)
14. Arsen Oremović (1999.)
15. Armando Debeljuh (2000. – 2002.)
16. Tedi Lušetić (2003.)
17. Mladen Lučić (2004. – 2006.)
18. Zdenka Višković-Vukić (2007. – 2013.)
19. Gordana Restović (2014.)

## Više informacija
- Popis hrvatskih filmova

## Vanjske poveznice
|  | Zajednički poslužitelj ima još gradiva o temi Pulski filmski festival |

- službeno mrežno mjesto Pulskog filmskog festivala
- Pulski filmski festival na IMDb-u  Arhivirana inačica izvorne stranice od 18. ožujka 2008. (Wayback Machine)